# Campeonato Carioca de Futebol Feminino de 2016
O Campeonato Carioca de Futebol Feminino de 2016 foi a 25ª edição da divisão principal do campeonato estadual de futebol feminino do Rio de Janeiro. A competição foi organizada pela Federação de Futebol do Estado do Rio de Janeiro (FERJ) e teve o Flamengo como campeão. 
O torneio seguiu o mesmo regulamento da edição de 2015 e daria ao campeão e ao vice-campeão uma vaga na Copa do Brasil de 2017. Entretanto, essa competição foi encerrada para a criação da Série A2 do Campeonato Brasileiro, cuja primeira edição em 2017 teve o Vasco da Gama como representante do Rio de Janeiro. 

## Regulamento
Na primeira fase, as cinco equipes jogaram entre si em turno e returno, passando as duas melhores para a final, que foi disputada em jogo único e em campo neutro.

### Critérios de desempate
Estes serão os critérios de desempate aplicados:
1. Maior número de vitórias na fase
2. Melhor saldo de gols na fase
3. Maior número de gols pró na fase
4. Menor número de cartões amarelos e vermelhos, durante todo o campeonato, somados os cartões das atletas e comissão técnica (cada cartão vermelho equivalia a três cartões amarelos)
5. Sorteio na sede da Federação, em dia e horário a serem determinados

## Participantes
Obs: Botafogo e Fluminense não participam.
| Equipe              | Cidade          | Em 2015      | Estádio (mando)     | Capacidade | Títulos (último) |
| ------------------- | --------------- | ------------ | ------------------- | ---------- | ---------------- |
| Barra Mansa         | Barra Mansa     | não disputou | Leão do Sul         | 5 000      | 0                |
| Duque de Caxias     | Duque de Caxias | 4º           | Telê Santana        | 1 000      | 1 (2011)         |
| Flamengo            | Rio de Janeiro  | 1º           | CIAGA               | —          | 1 (2015)         |
| Liga Rio das Ostras | Rio das Ostras  | não disputou | Municipal de Búzios | 1 000      | 0                |
| Vasco da Gama       | Rio de Janeiro  | não disputou | Figueira de Melo    | 800        | 9 (2013)         |

## Primeira fase
| Pos | Equipe              | Pts | J | V | E | D | GP | GC | SG  |
| --- | ------------------- | --- | - | - | - | - | -- | -- | --- |
| 1   | Flamengo            | 21  | 8 | 7 | 0 | 1 | 31 | 4  | +27 |
| 2   | Vasco da Gama       | 18  | 8 | 6 | 0 | 2 | 20 | 9  | +11 |
| 3   | Duque de Caxias     | 15  | 8 | 5 | 0 | 3 | 20 | 13 | +7  |
| 4   | Liga Rio das Ostras | 3   | 7 | 1 | 0 | 6 | 3  | 21 | -18 |
| 5   | Barra Mansa         | 0   | 7 | 0 | 0 | 7 | 4  | 31 | -27 |

|                     | BMA  | DCA | FLA | LRO | VAS |
| ------------------- | ---- | --- | --- | --- | --- |
| Barra Mansa         | –    | 0–3 | 0–3 | 2–3 | 0–3 |
| Duque de Caxias     | 6–2  | –   | 1–6 | 3–0 | 3–1 |
| Flamengo            | 10–0 | 1–0 | –   | 3–0 | 3–0 |
| Liga Rio das Ostras | –    | 0–3 | 0–3 | –   | 0–4 |
| Vasco da Gama       | 3–0  | 3–1 | 3–2 | 3–0 | –   |

## Final
| 18 de setembro | Flamengo | 1–0 | Vasco da Gama | Moça Bonita |
| 10:00          | Bárbara  |     |               |             |

## Premiação
| Campeonato Carioca de Futebol Feminino 2016 |
| Rio de Janeiro                              |
| ------------------------------------------- |
| FLAMENGO Campeão (2º título)                |

## Artilharia
| Gols | Jogadora | Clube           |
| ---- | -------- | --------------- |
| 9    | Tatiane  | Flamengo        |
| 5    | Carol    | Duque de Caxias |
| 4    | Lais     | Vasco da Gama   |
| 3    | Luana    | Barra Mansa     |
| 3    | Rebeca   | Flamengo        |
| 3    | Jane     | Flamengo        |